# Il testimone dello sposo
Il testimone dello sposo (bra: O Padrinho de Casamento; prt: A Testemunha do Noivo) é um filme de drama italiano de 1998 dirigido e escrito por Pupi Avati.
Em 1998, com o título traduzido para The Best Man, participou do Festival de Berlim.
Foi selecionado como represente da Itália à edição do Oscar 1999, organizada pela Academia de Artes e Ciências Cinematográficas.[carece de fontes?]

## Elenco
- Diego Abatantuono - Angelo Beliossi
- Inés Sastre - Francesca Babini
- Dario Cantarelli - Edgardo Osti
- Cinzia Mascoli - Peppina Campeggi
- Valeria D'Obici - Olimpia Campeggi Babini
- Mario Erpichini - Sisto Babini
- Ada Maria Serra Zanetti
- Ugo Conti - Marziano Beliossi
- Nini Salerno - Sauro Ghinassi